# Povilas Vaitonis
Povilas (Paul) Vaitonis (15 d'agost de 1911, a Užpaliai, Lituània – 23 d'abril de 1983, a Hamilton, Canadà) fou un Mestre Internacional d'escacs lituà-canadenc. Va guanyar dos cops el Campionat d'escacs del Canadà.

## Carrera a Lituània
Povilas Vaitonis va defensar Lituània en cinc Olimpíades d'escacs, una d'elles no oficial.
- El juliol de 1933, jugà com a segon tauler a la V Olimpíada d'escacs a Folkestone (+5 –5 =2).
- L'agost de 1935, jugà com a quart tauler a la VI Olimpíada d'escacs a Varsòvia (+5 –5 =3).
- L'agost/setembre de 1936 va jugar com a tercer tauler a la III Olimpíada d'escacs no oficial a Múnic (+12 –6 =2).
- El Juliol/Agost de 1937, defensà el segon tauler a la VII Olimpíada d'escacs a Estocolm (+8 –5 =5).
- L'agost/setembre de 1939, va jugar al segon tauler a la VIII Olimpíada d'escacs a Buenos Aires (+6 –8 =6).

El seu resultat total jugant per Lituània a les Olimpíades fou: (+36 -29 =18).
Vaitonis va participar en nombrosos campionats de Lituània a la dècada dels 1930 i fins al 1944. Va jugar tres matxs per decidir el campió de Lituània, contra Vladas Mikėnas. El 1934, perdé (2 : 6). El 1937, perdé (4,5 : 5,5). El 1938, perdé també (3 : 9). El juliol de 1943, fou 4t, darrere M. Birmanas, Romanas Arlauskas, i Leonardas Abramavičius, al 12è Campionat de Lituània a Vílnius. El 1944 les darreries de la II Guerra Mundial va abandonar Lituània precipitadament (interrompent la disputa del Campionat lituà d'aquell any, quan era líder de la classificació) tot just abans de l'arribada de l'Exèrcit Roig, per evitar una possible deportació a Sibèria o d'altres persecucions de banda dels ocupants soviètics (com li va passar, per expemple, a Vladimirs Petrovs). Va prendre el camí de l'exili cap a l'oest, conjuntament amb molts altres jugadors bàltics en els anys 1944/45, com Arlauskas, Dreibergs, Endzelins, Jursevskis, Mednis, Ozols, Sarapu, Tautvaišas, Zemgalis, etc.

## Carrera al Canadà
El 1948 va emigrar al Canadà i es va establir a Hamilton, Ontario. Va escriure una columna setmanal a The Hamilton Spectator entre 1953 i 1955. El 1949, fou 5è al Campionat d'escacs del Canadà a Arvida, Quebec. El 1951 and i el 1957, va guanyar el Campionat del Canadà a Vancouver, cosa que el classificà per al II Interzonal a Estocolm, celebrat el setembre-octubre de 1952, i on va ser 19è. El 1953, fou 3r al Campionat del Canadà a Winnipeg.
Paul Vaitonis va defensar Canadà a dues Olimpíades d'escacs. El setembre de 1954 jugà al tercer tauler a la XI Olimpíada d'escacs a Amsterdam (+6 –3 =5). El setembre/octubre de 1958, jugà al tercer tauler a la XIII Olimpíada d'escacs a Múnic (+4 –5 =5). La seva puntuació total per Canadà a les Olimpíades fou (+10 -8 =10).
El 1952 participà en l'Interzonal de Saltsjöbaden, on hi fou 19è (el guanyador fou Aleksandr Kótov), Aquell mateix any, la FIDE li va concedir el títol de Mestre Internacional d'escacs. És considerat com ub dels 15 millors jugadors canadencs de tots els temps.
Els anys 1960 va continuar participant en els Campionats del Canadà individuals i per equips (Lithuanian Chess Club, McMaster).

## Partides destacades
- Povilas Vaitonis vs Erich Eliskases, Folkestone 1933, V Olimpíada, A16, 1-0
- Povilas Vaitonis vs Movsas Feigins, Múnic (ol) 1936, D53, 1-0
- Octavio Trompowsky vs Povilas Vaitonis, Buenos Aires 1939, VIII Olimpíada (f-A), A45, 0-1
- Paul Vaitonis vs Fedor Parfenovich Bohatirchuk, Vancouver 1951, CAN-ch, A41, 1-0